# Lukisee Islands
Lukisee Islands är öar i Kanada.   De ligger i territoriet Nunavut, i den östra delen av landet, 1 300 km norr om huvudstaden Ottawa. Arean är 1,8 kvadratkilometer.
Terrängen på Lukisee Islands är mycket platt. Öns högsta punkt är 11 meter över havet. Den sträcker sig 2,1 kilometer i nord-sydlig riktning, och 1,7 kilometer i öst-västlig riktning.